# Penthesilea

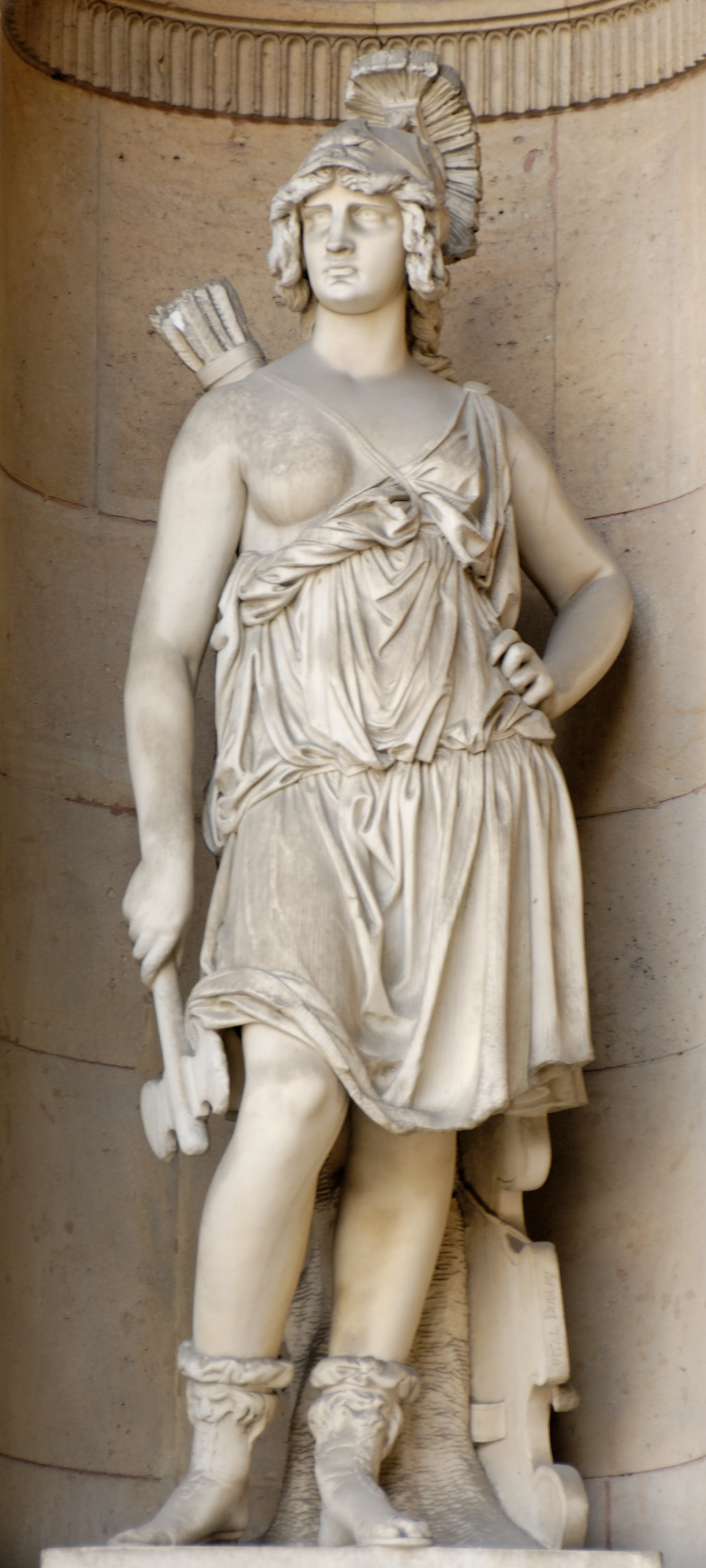
Penthesilea

Penthesilea (někdy též Penthesileia) je postava z řecké mytologie.

## Život
Byla dcerou boha Aréa a královny Amazonek Otrery. Stala se královnou Amazonek. Při lovu ale zabila nešťastnou náhodou svou sestru Hippolytu (jíž se říkalo též Glauké či Melanippé). Stalo se to tak, že vrhla oštěp na jelena a zasáhla svou sestru. To rozhněvalo bohyni Artemidu, která ji nechala pronásledovat Erínyemi. Penthesilea před nimi uprchla do Tróje, kde ji přijal král Priamos. Během trójské války pak Penthesilea bojovala na straně Trójanů. V boji pobila mnoho Řeků. Podle některých zdrojů zabila Machaóna (podole jiných zdrojů byl zabit Eurypylem). Nakonec se utkala v souboji se samotným Achillem, který ji zabil. Když jí po boji sňal přilbu, byl ohromen její krásou a zamiloval se do ní. Bylo ale pozdě, Penthesilea byla mrtvá. Achilleus se na ní údajně dopustil nekrofilie. Řecký válečník Thersites, který vypíchl umírající Penthesieie kopím oči, se za tento čin Achilleovi vysmíval. Achilleus jej za to zabil. Diomédes odvlekl Penthesilinu mrtvolu do Samandru. Poté byla ale vylovena a důstojně pohřbena. Podle některých zdrojů tak učinil sám Achileus, podle jiných ji pohřbili Trójané. Achilleus pak odplul na ostrov Lesbos, kde obětoval bohům (Apollónovi, Artemidě a Léto), aby mu byla tato vražda odpuštěna.

## Obraz v kultuře

### Slovesné umění
- Aethiopis epos (ztraceno)
- Heinrich von Kleist: Penthesilea, 1807, tragédie
- Jaroslav Vrchlický: Penthesilea, 1895, báseň ve sbírce Nové zlomky epopeje
- Ivan Wernisch: Penthesilea, 2019, sbírka básní, Červený Kostelec : Pavel Mervart, 2019, ISBN 978-80-7465-383-4

### Výtvarné umění
- Diúv trůn v Olympii[1]

- Baccio del Bianco: Penthesilea, nástěnná malba ve Valdštejnském paláci v Praze, asi 1625-1630
- Bertel Thorvaldsen: Achilles and Penthesilea, plastika, 1801,[7], reliéf 1836[8]
- Gabriel-Vital Dubray: Penthesilea, 1862, Louvre, Paříž

### Hudba
- Vincenc Maixner: Penthesilea (1913), opera podle Kleistova dramatu.
- Jaroslav Křička: Penthesilea (1914), scénická hudba ke Kleistově divadelní hře.
- Othmar Schoeck: Penthesilea (1927), opera podle Kleistova dramatu.
- Pascal Dusapin: Penthesilea (2015), opera podle Kleistova dramatu.[9]